# Yongeichthys
Yongeichthys és un gènere de peixos de la família dels gòbids i de l'ordre dels perciformes. El gènere va ser descrit per Gilbert Percy Whitley el 1932.

## Taxonomia[2]
- Yongeichthys caninus (Valenciennes, 1837)
- Yongeichthys criniger (Valenciennes, 1837)[3]
- Yongeichthys nebulosus (Forsskål, 1775)[4]
- Yongeichthys pavidus (Smith, 1959)
- Yongeichthys thomasi (Boulenger, 1916)[5]
- Yongeichthys tuticorinensis (Fowler, 1925)[6]